# 古德休縣
古德休縣 （英語：Goodhue County）是美國明尼蘇達州東南部的一個縣，東隔密西西比河與威斯康辛州相望。面積2,021平方公里。根據美國2000年人口普查，共有人口44,127人。縣治雷德溫 （Red Wing）。
成立於1853年3月5日。縣名紀念明尼蘇達州第一份報紙 Minnesota Pioneer的創辦人 James Madison Goodhue。